# Iwan Bajarczuk
Iwan Uładzimirawicz Bajarczuk (biał. Іван Уладзіміравіч Баярчук, ros. Иван Владимирович Боярчук, Iwan Władimirowicz Bojarczuk) – białoruski energetyk i polityk, deputowany do Rady Najwyższej Republiki Białorusi XIII kadencji.

## Życiorys
Mieszkał w Białooziersku, pracował jako dyrektor Berezowskiej Państwowej Elektrowni Rejonowej. Był członkiem Komitetu Narodowego Światowej Rady Energetycznej. W drugiej turze wyborów parlamentarnych 28 maja 1995 roku został wybrany na deputowanego do Rady Najwyższej Republiki Białorusi XIII kadencji z Białoozierskiego Okręgu Wyborczego Nr 14. 9 stycznia 1996 roku został zaprzysiężony na deputowanego. Od 23 stycznia pełnił w Radzie Najwyższej funkcję członka Stałej Komisji ds. Przemysłu, Transportu, Budownictwa, Energetyki, Handlu i Innych Usług dla Ludności, Łączności i Informatyki. Był bezpartyjny, należał do opozycyjnej wobec prezydenta Alaksandra Łukaszenki frakcji „Działanie Obywatelskie”. Od 3 czerwca był członkiem grupy roboczej Rady Najwyższej ds. współpracy z parlamentem Republiki Francuskiej. 27 listopada 1996 roku, po dokonanej przez prezydenta kontrowersyjnej i częściowo nieuznanej międzynarodowo zmianie konstytucji, nie wszedł w skład utworzonej przez niego Izby Reprezentantów Zgromadzenia Narodowego Republiki Białorusi I kadencji. Zgodnie z Konstytucją Białorusi z 1994 roku jego mandat deputowanego do Rady Najwyższej zakończył się 9 stycznia 2001 roku; kolejne wybory do tego organu jednak nigdy się nie odbyły.

## Nagrody i odznaczenia
- Zasłużony Energetyk ZSRR[2];
- Zasłużony Energetyk Republiki Białorusi[2];
- Honorowy Obywatel Miasta Białooziersk (1998) – za wielki wkład w rozwój miasta i udział w życiu społecznym[2].